# 獨臂刀
《独臂刀》是1967年邵氏兄弟出品的香港武侠电影，也是张彻的成名作。该片开启了“新武侠”的时代。《獨臂刀王》為其續集。
在2005年，獲香港電影金像獎協會票選為「最佳華語片一百部」第十五名。
本電影亦引申後來的獨臂刀案，成為香港經典的民事訴訟案例。當年鄒文懷剛成立嘉禾公司，並拉攏王羽拍攝《獨臂刀大戰盲劍客》電影，被邵氏指控侵犯版權，最後法官判嘉禾勝訴，邵氏不服上訴但被駁回。代表鄒文懷的律師是余叔韶。

## 故事大綱
神风大侠齐如峰（田豐 饰）误中淮南二毒（周小来、瞿诺 饰）的奸计而危在旦夕，其仆役方成（谷峰 饰）为救神风大侠而与淮南二毒同归于尽，齐如峰感念其救命之恩，将其子方刚（王羽 饰）收入门中。方刚长大后武艺出众，虽得师父重视，却饱受师兄等人的歧视，为免伤同门之义，决定远走他乡。齐如峰的独女齐佩（潘迎紫 饰）想以背叛师门之罪惩戒方刚，却败于方刚拳下，她羞愤之中竟用刀斩断其右臂。方刚幸得农家女小蛮（焦姣 饰）救助，得以保留性命。
小蛮受辱，方刚因无力保护而痛苦万分。后来凭借小蛮的家传刀谱与父亲的断刀，习成掌法「嶽滅」和高深的独臂刀法「俠斬」。而同时，曾败在齐如峰手下的长臂神魔研究出了克制齐家刀法的金刀锁功夫，纠合其师弟笑面二郎郑天寿和门人展开了对齐家金刀门的报复。在齐如峰的门派无人能够抵挡的危难时刻，方刚挺身而出，最终用所练独臂刀法，战胜长臂神魔。
根據編劇倪匡所說，當年寫好此電影的第一稿後被導演張徹大幅改寫，只剩下「獨臂刀倪匡」五隻字。

## 演員表

### 方家
| 演員 | 角色 | 關係 |
| 谷峰 | 方成 | 方剛之父 齊家之忠僕 小蠻之老爺 於方剛幼年時為了保護齊如峰而與淮南二毒同歸於盡 |
| 王羽 | 方剛 | 方成之子 齊如峰之徒弟 魏宣、鄧充、呂震、胡越、裴迅之師弟 孫豪之師弟兼針對對象 齊佩之師兄兼針對對象，被其砍斷右手 被小蠻所救，後為其夫 為報答齊家養育之恩而大戰長臂神魔，並成功消滅其 於結局與小蠻棄武從農隱居，退出江湖。 |
| 焦姣 | 小蠻 | 方剛斷臂的時候照顧其，後為其妻 方成之媳婦 方剛大戰長臂神魔後與其隱居 |

### 齊家
| 演員   | 角色   | 關係 |
| 田豐   | 齊如峰 | 金刀門掌門，門下弟子二十二位 陳燕燕之夫 齊佩之父 長臂神魔、鄭天壽、准南二毒之天敵 最後於方剛消滅長臂神魔後封刀歸隱，退出江湖 |
| 陳燕燕 |        | 齊如峰之妻 齊佩之母 |
| 潘迎紫 | 齊佩   | 齊如峰、陳燕燕之女 針對方剛，並砍掉其右臂                                                                                    |
| 游龍   |        | 齊家家丁 |

### 金刀門
| 演員   | 角色   | 關係 |
| 田豐   | 齊如峰 | 參見齊家 |
| 黃宗迅 | 魏宣   | 金刀門大弟子 於齊如峰壽宴中被丁鵬殺害 |
| 鄭雷   | 鄧充   | 金刀門七弟子 往齊家途中於客棧內被丁鵬、巴雙殺害 |
| 解允   | 呂震   | 金刀門八弟子 齊家途中於客棧內目睹鄧充被丁鵬、巴雙所傷而得知破齊家刀法之路數後，逃離客棧未遂而被長臂神魔標槍穿肚所重傷，遇到方剛後並將破齊家刀法之路數告知其後死亡 |
| 王光裕 | 裴迅   | 金刀門九弟子 往齊家途中被丁鵬、巴雙殺害 |
| 張佩山 | 孫豪   | 金刀門二十弟子 其父號稱冀北大俠 針對方剛 被郭勝殺害 |
| 王羽   | 方剛   | 參見方家 |
| 劉家榮 |        | |
| 袁祥仁 |        | |
| 袁和平 |        | |
| 譚寶   |        | |

### 金刀門仇家
| 演員   | 角色     | 關係 |
| 楊志卿 | 長臂神魔 | 鄭天壽之師兄 丁鵬、巴雙之師父 郭勝、秦大川之師伯 齊如峰之天敵 最後於齊府被方剛擊敗殺死                  |
| 唐迪   | 鄭天壽   | 笑面二郎 長臂神魔之師弟 丁鵬、巴雙之師叔 郭勝、秦大川之師父 齊如峰之天敵 於橋上與方剛對決，被其擊敗殺死 |
| 唐佳   | 丁鵬     | 長臂神魔之弟子 鄭天壽之師侄 巴雙、郭勝、秦大川之師兄 最後於齊府被方剛擊敗殺死                           |
| 劉家良 | 巴雙     | 長臂神魔之弟子 鄭天壽之師侄 巴雙之師弟 郭勝、秦大川之師兄 最後於齊府被方剛擊敗殺死                      |
| 樊梅生 | 郭勝     | 鄭天壽之弟子 長臂神魔之師侄 丁鵬、巴雙之師弟 秦大川之師兄 於鄭府地牢被戴著面具的方剛斬斷右手            |
| 王世傑 | 秦大川   | 鄭天壽之弟子 長臂神魔之師侄 丁鵬、巴雙、郭勝之師弟 於鄭府地牢被戴著面具的方剛斬斷右手                   |
| 周小來 |          | 淮南二毒 齊如風之天敵 於方剛童年時期殺害齊如風未遂，與方成同歸於盡                                      |
| 瞿諾   |          | 淮南二毒 齊如風之天敵 於方剛童年時期殺害齊如風未遂，與方成同歸於盡                                      |

## 外部連結
- YouTube上的《獨臂刀》
- 開眼電影網上《獨臂刀》的資料（繁體中文）
- 香港影庫上《獨臂刀》的資料（繁體中文）
- 豆瓣电影上《獨臂刀》的資料 （简体中文）
- 时光网上《獨臂刀》的資料（简体中文）
- AllMovie上《獨臂刀》的资料（英文）
- 爛番茄上《獨臂刀》的資料（英文）
- 互联网电影数据库（IMDb）上《獨臂刀》的资料（英文）